# James Roberts (peintre)
Pour les articles homonymes, voir Roberts.
Ne doit pas être confondu avec James Roberts.
James Roberts, né en 1792 à Londres et mort le 28 février 1871 à Paris, est un peintre français d'origine britannique.

## Biographie

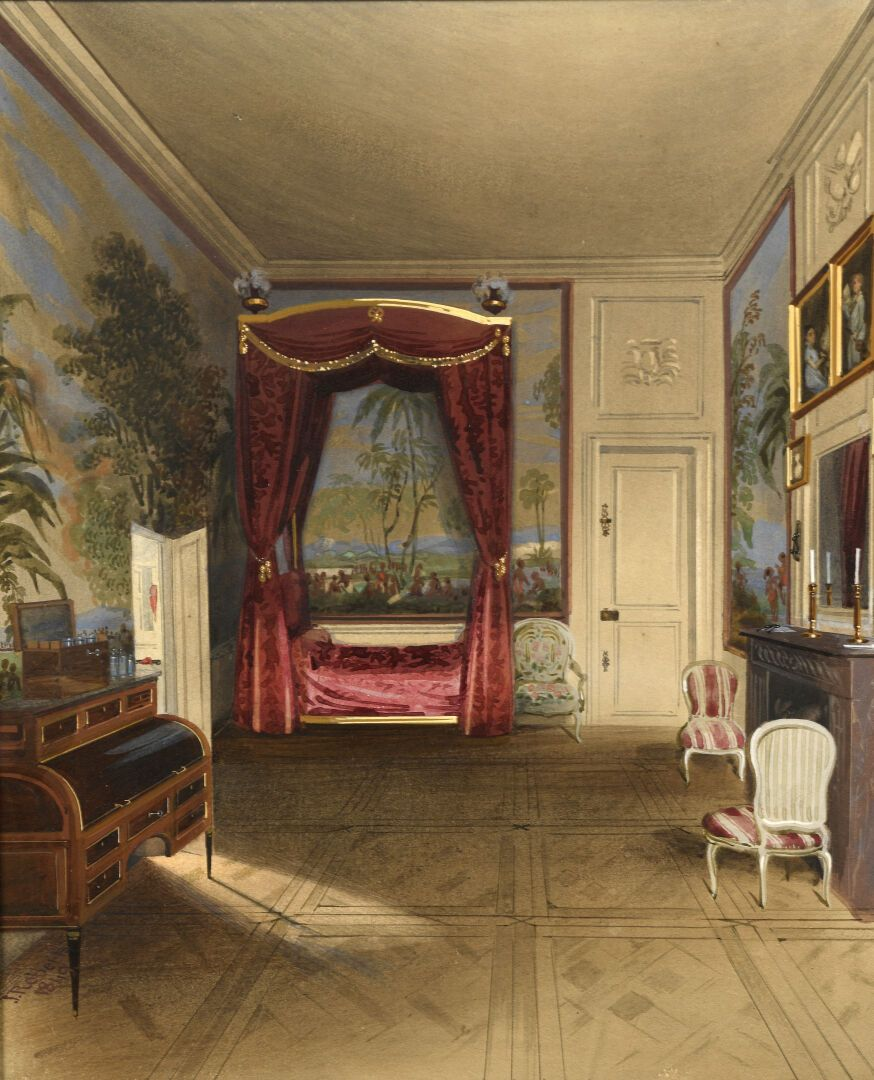
Chambre du général Pierre Cuillier-Perron (1753-1834) au château du Fresne (Authon) - Vue depuis la fenêtre.

James Roberts est le fils du peintre James Roberts (en).
Il voyage en Allemagne, en Italie, et s'établit à Paris en 1819. Il peint à Rouen en 1822.
Peintre de genre et d'histoire, il expose au Salon de 1824 à 1846.
Il épouse Sarah Dakin. Leur fils Arthur Henry Roberts sera également peintre.
Aquarelliste, il réalise les vues d'Amiens, Abbeville, Caen, Chartres, Rouen… Ces toiles seront léguées aux musées de chacune de ces villes au décès de son fils James Edmund Roberts (1825-1912).
Il meurt à son domicile de l'avenue de Tourville à l'âge de 78 ans. Il est inhumé au cimetière du Montparnasse.

## Œuvres exposées aux Salons parisiens
- Vues de l'intérieur de la cathédrale de Chartres', no 2035 au Salon de 1833, aquarelles
- Portrait des enfants de M. le duc de Valençay, no 2036 au Salon de 1833, aquarelle
- Vue de l'église Notre-Dame-de-Bourg-en-Bresse (Ain), avec les tombeaux des princes de la maison de Savoie, no 1655 au Salon de 1834, aquarelle
- Vues du château de Valençay, no 1868 au Salon de 1835, aquarelles
- Supplice du faux héraut d'armes envoyé par le Sanglier des Ardennes au duc de Bourgogne (Quentin Durwerd), no 1869 au Salon de 1835, aquarelle

## Exposition temporaire
- du 3 juin au 20 septembre 2020 au musée Roybet-Fould de Courbevoie[4].